# Mavzolej Gur-e-Amir
Gūr-i Amīr ali Guri Amir (uzbeško Amir Temur Maqbarasi, Go'ri Amir, perzijsko گورِ امیر) je mavzolej osvajalca Timurja (znanega tudi kot Timur Lenk) v Samarkandu v Uzbekistanu. Zavzema pomembno mesto v zgodovini turkestanske arhitekture kot predhodnik in je vplival na kasnejše grobnice mogulske arhitekture, vključno z Baburjevimi vrtovi v Kabulu, Humajunovo grobnico v Delhiju in Tadž Mahalom v Agri, ki so ga zgradili Timurjevi indijski potomci, Mongoli, ki so sledili indijski kulturi s srednjeazijskimi vplivi. Moguli so ustanovili vladajočo mogulsko rodbino Indijske podceline. Mavzolej je bil v času svojega obstoja temeljito obnovljen.

## Gradnja
Gur-e Amir v perzijščini pomeni 'Kraljev grob'. Ta arhitekturni kompleks z azurno kupolo vsebuje grobnice Timurja, njegovih sinov Šahruh Mirza in Mirana Šaha ter vnukov Ulug Bega in Muhameda Sultana. V grobnici je počaščen tudi Timurjev učitelj Sajid Baraka.
Najstarejši del kompleksa je bil zgrajen konec 14. stoletja po ukazu Mohameda Sultana. Danes so ostali le temelji medrese in kanake, vhodni portal in del enega od štirih minaretov.
Gradnja samega mavzoleja se je začela leta 1403 po nenadni smrti Mohameda Sultana, Timurjevega dediča in njegovega ljubljenega vnuka, ki mu je bil namenjen. Timur si je v Šahrisabzu blizu svoje palače Ak-Saray zgradil manjšo grobnico. Ko je Timur leta 1405 umrl med vojaško ekspedicijo na Kitajsko, so bili prelazi do Šahrisabza zasneženi, zato so ga pokopali tukaj. Delo je dokončal Ulug Beg, še en Timurjev vnuk. Med njegovo vladavino je mavzolej postal družinska kripta Timuridov.

## Arhitektura
Vhodni portal v ansambel Muhameda Sultana je bogato okrašen z izrezljanimi opekami in različnimi mozaiki. Vse razširitve iz časa Ulug Bega pripisujejo arhitektu Mohamedu ibn Mahmudu iz Isfahana.
Navzven je mavzolej Gūr-i Amīr enokupolna stavba. Znana je po preprostosti gradnje in slovesni monumentalnosti videza. Gre za oktaedrično stavbo, ki jo krasi azurno žlebljen kupola. Zunanjo dekoracijo sten sestavljajo modre, svetlo modre in bele ploščice, organizirane v geometrijske in epigrafske ornamente na ozadju terakotnih opek. Kupola (premer – 15 m, višina – 12,5 m) je svetlo modre barve z globokimi rozetami in belimi pikami. Močno rebrasto žlebljenje daje kupoli neverjetno izraznost.
Med vladavino Ulug Bega so bila zgrajena vrata, ki so omogočala vstop v mavzolej.
V notranjosti je mavzolej videti kot velika, visoka dvorana z globokimi nišami ob straneh in raznoliko dekoracijo. Spodnji del sten je prekrit z oniksovimi ploščami, sestavljenimi v eno samo ploščo. Vsaka od teh plošč je okrašena z izpopolnjenimi poslikavami. Nad ploščo je marmorni kapniški venec. Velike površine sten so okrašene z barvanim ometom; loki in notranja kupola so okrašeni z visokoreliefnimi kartušami iz papier-mâchéja, pozlačenimi in poslikanimi.
Okrašeni izrezljani nagrobniki v notranjem prostoru mavzoleja zgolj kažejo na lokacijo dejanskih grobnic v kripti neposredno pod glavno dvorano. Pod vladavino Ulug Bega so nad Timurja postavili trden blok temno zelenega žada. Ta kamen je bil prej uporabljen v čaščenju v kitajski cesarski palači, nato pa kot prestol Duwe (potomca Džingiskana) v Čagatajskem kanatu. Ob Timurjevem grobu ležijo marmorni nagrobniki njegovih sinov Mirana Šaha in Šahrukha ter vnukov Muhameda Sultana in Ulug-bega. Tukaj počiva tudi Timurjev duhovni učitelj Mir Said Baraka.

## Zgodovina
Ta mojstrovina islamske arhitekture iz obdobja Timuridov, postavljena na pobudo in stroške Timurja leta 1404, zavzema pomembno mesto v zgodovini svetovne islamske arhitekture. Glavni arhitekt mavzoleja je bil Mohamed ibn Mahmud Isfahani, doma iz iranskega mesta Isfahan.
Leta 1403 je po vojaškem pohodu proti Osmanskemu cesarstvu umrl Mohamed Sultan, Timurjev prestolonaslednik. Ko se je jeseni 1404 vrnil v Samarkand, je Timur za svojega vnuka naročil gradnjo mavzoleja, ki je postal družinska grobnica Gur-e-Amir. Mavzolej je bil zgrajen v jugovzhodnem delu srednjeveškega Samarkanda, blizu medrese in kankaha Mohameda Sultana.
Timur je umrl med pohodom na Kitajsko. Januarja 1405 je prispel v mesto Otrar (njegove ruševine - blizu sotočja Arisa v Sir Darjo), kjer je zbolel in umrl (18. februarja po mnenju večine zgodovinarjev, 15. februarja po Timurjevem nagrobniku). Timurjevo telo so balzamirali, položili v ebenovinasto krsto, oblazinjeno s srebrnim brokatom, in ga v nasprotju z voljo Timurja, ki je želel biti pokopan v svojem rodnem Kešu, na pobudo njegovega vnuka Halil-sultana prepeljali v Samarkand. Timurja so pokopali v mavzoleju Gur-e-Amir, ki je bil takrat še nedokončan. Uradne žalne slovesnosti je 18. marca 1405 organiziral Timurjev vnuk Halil-sultan (1405–1409), ki je proti volji svojega dedka zasegel samarkandski prestol, ki ga je ta zapustil svojemu najstarejšemu vnuku Piru Muhamedu.
Med vladavino Ulug Bega je mavzolej postal družinska kripta Timuridov; za vhod v mavzolej so bila narejena vrata.

### Kasnejša širitev
V tem arhitekturnem ansamblu so grobnice samega Timurja, njegovih sinov Šahrukha (umrl leta 1447 v Heratu) in Mirana Šaha (ubit 21. aprila 1408 v bližini Tabriza), vnukov - Ulug Bega (1394–1449) in Mohameda Sultana, pa tudi Timuridov Abdulla Mirza, Abdurahmona Mirza, učitelja in mentorja Timurja Mir Saida Barake. Po oporoki Timurjevega najmlajšega sina Šahrukha so posmrtni ostanki Mir Saida Barake pokopani v mavzoleju Gur-e-Amir. Timur je bil musliman in občudovalec sufističnih redov. Glavni Timurjev duhovni mentor je bil potomec islamskega preroka Mohameda, šejk Mir Said Baraka. On je bil tisti, ki je Timurju, ko je leta 1370 prišel na oblast, dal simbole moči: boben in prapor. Mir Said Baraka je emirju napovedal veliko prihodnost. Spremljal ga je na njegovih velikih pohodih. Leta 1391 ga je blagoslovil pred bitko s Tohtamišem. Leta 1403 sta skupaj žalovala za nepričakovano smrtjo prestolonaslednika - Mohameda-Sultana. Po besedah arabskega zgodovinarja Ibn Arabšaha je Timur nenehno govoril: »Vse, kar sem dosegel v državi in najmočnejših državah, ki sem jih osvojil - vse to je bilo doseženo zaradi molitve in blagoslova šejka Šamsudina al-Khavorije in vse sreče, ki jo je našel le od Saida Barake.« Zato je bil tudi Timur sam pokopan ob njegovih nogah.

### Propad in obnova
Leta 1740 je kralj Nader Šah iz Afšaridskega cesarstva poskušal odnesti Timurja. Nader je idoliziral Timurja. Posnemal je Timurjevo vojaško hrabrost in kasneje v času njegove vladavine tudi Timurjevo krutost, vendar se je sarkofag med odstranjevanjem prelomil na pol. To so interpretirali kot slab znak. Njegovi svetovalci so ga pozvali, naj kamen vrne na njegovo pravo mesto.
Žal je Samarkand po koncu 17. stoletja doživel dolgo obdobje propadanja. Mesto je izgubilo status prestolnice v korist Buhare. Velika svilna pot je mesto obšla in njegovi veliki zgodovinski spomeniki so stali prazni in pozabljeni. Šele po drugi svetovni vojni so se začela obsežna restavratorska dela v Gūr-i Amīrju.
Timurjev grob so odprli malo pred nemško invazijo na Sovjetsko zvezo 19. junija 1941. Timurjev izkop leta 1941 je bil opravljen pod vodstvom sovjetskega znanstvenika in antropologa Mihaila Mihajloviča Gerasimova, ki je po lobanji rekonstruiral Timurjeve obrazne poteze, potrjeno pa je bilo tudi, da je bil visok 172 cm in da je hodil z izrazitim šepanjem.
V 1950-ih so bili obnovljeni kupola, glavni portal in minareti. Do takrat so majolične ploščice večinoma odpadle. V 1970-ih se je začela obnova notranjosti. Takrat nista bili obnovljeni niti medresa niti kanaka prvotnega kompleksa Mohameda Sultana. Z oživitvijo zanimanja za Timurja po ustanovitvi Republike Uzbekistan leta 1991 se je skrb za njegove bogoslužne prostore okrepila.

### Timurjevo prekletstvo
Ko so sovjetski znanstveniki želeli odpreti Timurjevo grobnico, so se po Samarkandu razširile govorice, da bo odprtje grobnice preklelo tiste, ki jo bodo odprli. Lokalni voditelji so poskušali opozoriti znanstvenike in ekipo na "tveganja".
Na grobnici sta vklesani dve opozorili: »Ko bom vstal od mrtvih, se bo svet tresel«. Domnevno so po odprtju odkrili še en napis: »Kdor bo zmotil mojo grobnico, bo spustil napadalca, strašnejšega od mene«. Čeprav ljudje blizu Gerasimovu trdijo, da je ta zgodba izmišljena, legenda še vedno obstaja.
Grobnico je 20. junija 1941, dva dni preden so nacisti napadli Sovjetsko zvezo, odprl sovjetski arheolog Mihail Mihajlovič Gerasimov.
Očitno je Stalin verjel v prekletstvo[potreben citat] in ukazal Timurja ponovno pokopati. Timurja so ponovno pokopali po vseh islamskih pogrebnih obredih 20. decembra 1942, približno mesec dni pred sovjetsko zmago pri Stalingradu (čeprav je bila nemška vojska v Stalingradu takrat že obkoljena).[9][10]

## Bližnji spomeniki
Nekateri menijo, da so mavzolej Gūr-i Amīr, Ruhabad in mavzolej Aksaray združena celota zaradi njihove bližine.
Ruhabad (14. stoletje) je majhen mavzolej in naj bi vseboval Mohamedove lase. V enonadstropni medresi so zdaj obrtniške delavnice. Zraven medrese je delujoča mošeja. Vsi trije so združeni v eno celoto.
Mavzolej Aksaray (15. stoletje), ki je bil nedavno obnovljen, se nahaja na mirni ulici za Gūr-i Amīrjem.